# Oliver Onions
Oliver Onions is een Italiaans duo, bestaande uit de broers Guido De Angelis (Rocca di Papa, 22 december 1944) en Maurizio De Angelis (Rome, 22 februari 1947). Ze zijn een productief duo van Italiaanse muzikanten, multi-instrumentalisten, componisten en zangers, evenals televisie- en filmproducenten. Ze bereikten het hoogtepunt van hun populariteit in de jaren 1970 en begin jaren 1980, zowel als componist (onder hun eigen naam) alsook als duo (als Oliver Onions), voornamelijk dankzij hun composities en themaliedjes die ze componeerden en speelden voor actie-/komediefilms met in de hoofdrol het populaire duo Bud Spencer en Terence Hill, waarvan er vele enorme hits werden in heel Europa, zowel voor film als muzikaal. Na een periode van afwezigheid in de muziekbusiness in de jaren 1990 en het begin van de jaren 2000, waarin ze via hun eigen bedrijf (naar zichzelf vernoemd) televisie- en filmproductie gingen maken, maakten ze een muzikale comeback dankzij een eenmalig concertevenement in Boedapest in Hongarije, aangekondigd als Oliver Onions Reunion Live Budapest en georganiseerd door de lokale promotor Gàbor Kóves, voornamelijk vanwege de populariteit van het duo in zijn thuisland, zelfs vanwege het feit dat Spencer & Hill-films enorm populair waren in het land tijdens het communistische regime, en volgens het commentaar van Maurizio De Angelis op de show, nog steeds. Het evenement, getuige het uitbrengen van een dubbele cd/dvd-boxset in 2017, leidde in de daaropvolgende jaren tot een reeks andere succesvolle shows in Italië en Europa.

## Geschiedenis
Hun muzikale carrière begon in 1963, toen ze, na het succesvol uitbrengen van een lp, arrangeurs werden voor RCA Italiana. Hun succes leidde tot veel meer albums waarin ze de muziek componeerden en arrangeerden en alle vocalen zongen.

### Oliver Onions
De gebroeders De Angelis behoorden tot de meest productieve Italiaanse muzikanten van de jaren 1970. In feite waren ze gedwongen om verschillende namen te gebruiken voor veel van hun projecten om te voorkomen dat de markt oververzadigd raakte. Tijdens hun carrière stonden ze bekend als G&M Orchestra, Barqueros, Charango, Kathy en Gulliver, Hombres del Mar en Dille Dille. De meest populaire naam waarmee ze het meest werden geïdentificeerd, werd echter voorgesteld door hun frequente medewerkster en tekstschrijver Susan Duncan-Smith, een in Engeland geboren journaliste die werkte op de afdeling buitenlandse betrekkingen van RCA. Ze vertelde hen dat, hoewel ze geen enkel risico liepen door hun vroege werk voor spaghettiwestern-filmmuziek onder hun eigen naam te tekenen (in de voetsporen van de populariteit van landgenoot Ennio Morricone in hetzelfde genre), hun internationale geloofwaardigheid als zangers van themaliedjes in het Engels zou worden ondermijnd als ze niet onder een Engelstalige naam zouden optreden. De broers volgden het advies van Duncan-Smith op en noemden zichzelf Oliver Onions naar de gelijknamige Britse schrijver. De naam werd vooral gekozen omdat het gemakkelijk te onthouden was voor zowel mensen die Engels spreken als mensen die geen Engels spreken, en omdat de twee woorden hetzelfde worden uitgesproken als ze zijn geschreven. In Italië werden ze vooral bekend door het schrijven en uitvoeren van het themalied voor de tv-serie Sandokan van Sergio Sollima uit 1976, gebaseerd op romans van Emilio Salgari, waarvoor ze ook de muziekpartituur schreven. Het nummer, te horen onder de aftiteling, werd in hetzelfde jaar een nummer 1-hit in de Italiaanse hitlijsten. Hun soundtrack voor de tekenfilmserie Viva i Re Magi uit 1981 (eerder uitgebracht in 1979 in de Spaanse taal, in Mexico en Argentinië als Vivan los Reyes Magos), waarvoor ze het verhaal en het scenario schreven, evenals de volledige partituur en alle liedjes (die ze zelf zongen), was ook een lokale hit.
Hun opname Santa Maria was in 1980 de Duitse nummer 1-single gedurende zes weken in de oorspronkelijke Italiaanse opname. Het werd gevolgd door een Duitstalige versie van Roland Kaiser, die nog vijf weken nummer één was. De versie van Roland Kaiser stond ook op nummer één in Nederland en België. Voor Gitte Hænning componeerden en produceerden ze de songcyclus Ungeschminkt (1982).

### Filmmuziek
Hoewel ze veel op zichzelf staande albums hebben uitgebracht, zijn de gebroeders De Angelis vooral bekend om hun soundtrackwerk. Van hun vele partituren, waaronder het hoofdthema voor de Italiaanse cultfilm Il mondo di Yor uit 1983, zijn ongetwijfeld de meest bekende en populaire die gecomponeerd zijn voor de actie-/avonturen-/komediefilms van Bud Spencer & Terence Hill, te beginnen met de spaghettiwestern-trilogie Trinity van Hill. De meeste van hun themaliedjes voor de films van het komische duo waren hits in elk land waar de films werden uitgebracht, werden even populair als de films zelf en waren er bijna synoniem mee. Hun nummer Dune Buggy voor de film altrimenti ci arrabbiamo! uit 1974, stond bovenaan de Europese hitlijsten.
Hun partituren omvatten vele Italiaanse cultfilms zoals continuavano a chiamarlo Trinità, I corpi presentano tracce di violenza carnale, La polizia incrimina la legge assolve, Milano trema: la polizia vuole giustizia, Valdez, il mezzosangue, Il cittadino si ribella, Roma violenta, Il grande racket, Mannaja, La montagna del dio cannibale, Lagguato sul fondo en La casa con la scala nel buio. In 1978 deden ze een alternatieve versie van de titelsong voor de tv-show The Return of the Saint met in de hoofdrol Ian Ogilvy. Hun lied Taking It Easy werd gebruikt in de Europese versies van de show, waar een andere versie werd gebruikt in Engelssprekende landen.
Ze staan ook bekend om hun werk aan animatieseries, waarbij ze oorspronkelijke liedjes hebben gecomponeerd voor Italiaanse animatie (zoals Doraemon, Ashita no Joe en Galaxy Express 999) en Europese series (zoals Around the World with Willy Fog). Ze componeerden ook de muziek voor de tekenfilmserie Dogtanian and the Three Muskehounds en Bobobobs.

### Latere jaren: Terugtrekking uit de muziek en comeback
Tegen het begin van de jaren 1990 waren de broers gedesillusioneerd geraakt door de muziekbusiness in het algemeen en in het bijzonder door hun bijna systematische gebrek aan erkenning als professionele componisten in Italië (hoewel ze buiten hun thuisland een solide schare fans hadden). Als gevolg hiervan besloten ze zich langzaam terug te trekken uit het componeren en uitvoeren van muziek om zich meer achter de schermen te verplaatsen, maar ook voor meer winstgevende productie van televisieseries en films. Gedurende deze periode hield het duo hun muzikale output tot het absolute minimum beperkt, waarbij ze zich vaak beperkten tot partituren en soundtracks voor hun eigen televisie- en filmproducties, waarvan sommige voornamelijk werden gecomponeerd en gearrangeerd door Maurizio (het meest muzikaal actieve lid van het duo), terwijl zijn oudere broer Guido alleen de melodische basisideeën aanleverde. Ze slaagden er nog steeds in om grote publiekshits te scoren op het gebied van productie, met langlopende drama/romantische series zoals Elisa di Rivombrosa en Incantesimo (onder meer), meerdere seizoenen uitgezonden door respectievelijk Mediaset en RAI.
De eerste hint van hun langverwachte terugkeer naar muziek kwam in november 2007, toen ze hun eerste concert als Oliver Onions in 25 jaar uitvoerden op het Lucca Comics Festival. Negen jaar later, in juli 2016, vroeg de Hongaarse muziekpromotor en impresario Gàbor Kóves hen om een Oliver Onions-reünie te houden en hun grootste hits live op het podium uit te voeren, ondersteund door een rockband en een volledig orkest in een eenmalige concertevenement. Dit betekende zowel een herdenking van hun carrière als een eerbetoon aan hun toen pas overleden vriend Bud Spencer. Volgens Maurizio De Angelis' verslag van de aflevering in de album notities voor de audio/video-publicatie van het evenement in 2017, haalde Kóves hen over om in Boedapest op te treden door hen te demonstreren hoe populair ze nog steeds waren in Hongarije en toonde hen een groot aantal fanpagina's, zowel op Facebook als op internet in het algemeen, gemaakt door lokale fans als eerbetoon aan hen en aan Spencer & Hill-films. Maurizio gaf ook toe dat hij en Guido aanvankelijk erg terughoudend waren om live op te treden, omdat ze dat al jaren niet meer hadden gedaan en zich ingeroest en onvoorbereid voelden. In het bijzonder was Guido doodsbang bij het vooruitzicht om de leadzang live te zingen, omdat hij al heel lang bijna volledig niet met muziek bezig was geweest en omdat hij zich alleen bezighield met filmproductie. Toch besloten de broers een oud Italiaans spreekwoord toe te passen, waarin staat: Als je eenmaal hebt leren fietsen, vergeet je het nooit meer. Door die regel toe te passen, kwamen ze binnen een week na intensieve studio-repetities weer op hun muzikale voeten terug en toen ze eenmaal echt als muzikanten herenigd waren, was de adrenalinestoot zodanig dat Guido zijn angsten wist te overwinnen en het spreekwoord op zichzelf toepaste. Het evenement was een groot succes, zowel lokaal als elders. Vervolgens bracht het in de daaropvolgende jaren een reeks korte maar intense tournees door Italië en Europa voort, allemaal aangekondigd als Oliver Onions Is Still Our Name (een parodie op de titel van hun soundtrack uit 1971 voor de tweede Terence Hill Trinity -film). Hun laatste dergelijke tournee eindigde op 30 oktober 2019 in Lucca Comics and Games en de herstart is gepland in de nazomer van 2020, na een gedwongen onderbreking als gevolg van het uitbreken van de COVID-19-pandemie.
Hun thema voor Zorro (1975), Zorro Is Back was te horen in Bottle Rocket van Wes Anderson en hun nummer Goodbye My Friend (uit de film Street Law) stond op de soundtrack van Faster.

## Discografie

### Singles
- 1973: Afyon – Oppio
- 1973: Christine
- 1973: Flying Through the Air (van de soundtrack van de film Più forte, ragazzi!)
- 1974: Campo de' fiori
- 1974: Il bestione (Colonna sonora originale) (met Giancarlo Giannini)
- 1974: Springtime in Rome
- 1974: Take It Easy Joe
- 1974: Why Is Everyone so Mad (uit de film Anche gli angeli tirano di Destro)
- 1974: Dune Buggy (van de soundtrack van de film … altrimenti ci arrabbiamo!)
- 1975: Zorro Is Back
- 1976: Sandokan
- 1977: Mago (uit de film Charleston)
- 1977: Space
- 1977: Orzowei (uit de tv-serie Orzowei, il figlio della savana)
- 1978: Brotherly love (als Oliver Onions, uit de film Pari e dispari)
- 1978: Cock a Doodle Doo (met Bud Spencer)
- 1978: I Don't Mind About Tomorrow
- 1978: La Libertá
- 1978: Miss Robot
- 1978: Taking It Easy
- 1978: Bulldozer (van de soundtrack van de film Lo chiamavano Bulldozer)
- 1979: No me importa ya el Mañana – Canta en Español
- 1979: Oh … Na Na Na
- 1979: S. O. S. Spazio 1999
- 1979: Sheriff
- 1979: Six Ways
- 1979: Sandokan (uit de tv-serie Sandokan)
- 1980: Lulu
- 1980: Tomorrow Is Today
- 1980: Santa Maria
- 1981: Marco Polo
- 1981: Quanto sei bella stasera
- 1981: Lulu
- 1982: Fantasy (uit de film Bomber)
- 1982: Galaxy Express 999
- 1982: Il gatto doraemon
- 1982: Piccola bambola
- 1984: Gabbiano
- 1984: Ghost
- 1984: Pizza
- 1985: Supernoses

### Albums
- 1974: See You Later
- 1979: Bulldozer
- 1979: Oliver Onions
- 1979: Sandokan (als Guido & Maurizio De Angelis Orchestra - soundtrack voor Sandokan)
- 1980: Santa Maria
- 1983: Brigitte Aerobic

### Compilaties
- 1977: Greatest Hits
- 1993: Best of Bud Spencer & Terence Hill
- 1992: Best of Bud Spencer & Terence Hill Vol. 1
- 1993: Best of Bud Spencer & Terence Hill
- 1993: Best of Bud Spencer & Terence Hill Vol. 2
- 1993: The Very Best Of
- 1994: Bud Spencer & Terence Hill – Greatest Hits
- 1999: Greatest Hits (Guido & Maurizio De Angelis / Oliver Onions)
- 2000: I grandi successi originali [Flashback]

## Filmografie
- 1972: Tedeum
- 1971: …continuavano a chiamarlo Trinità
- 1972: Più forte, ragazzi!
- 1973: Storia di karatè, pugni e fagioli
- 1973: I corpi presentano tracce di violenza carnale
- 1973: La polizia incrimina la legge assolve
- 1973: Valdez il mezzosangue
- 1973: Anche gli angeli mangiano fagioli
- 1973: Piedone lo sbirro
- 1974: Anche gli angeli tirano di destro
- 1974: Il cittadino si ribella
- 1974: Porgi l'altra guancia
- 1974: Prima ti suono e poi ti sparo
- 1974: …altrimenti ci arrabbiamo!
- 1975: Il soldato di ventura
- 1975: Piedone a Hong Kong
- 1975: Il bianco, il giallo, il nero
- 1975: Zorro
- 1975: Cipolla colt
- 1975: Tatort: Tod im U-Bahnschacht

- 1976: Keoma
- 1976: Africa Express
- 1976: Poliziotti violenti
- 1976: Il grande racket
- 1976: Sandokan
- 1976: I due superpiedi quasi piatti
- 1976: Die Brüder
- 1977: Charleston
- 1977: Mannaja
- 1977: Safari Express
- 1977: Tod oder Freiheit (Guido ook met een filmrol)
- 1978: Pari e dispari
- 1979: Uno sceriffo extraterrestre – poco extra e molto terrestre
- 1978: Piedone l'africano
- 1978: Lo chiamavano Bulldozer
- 1978: La montagna del dio cannibale
- 1978: Space: 1999, 2e seizoen van de Italiaanse versie Spazio: 1999, Italiaanse eindtitelsong
- 1978: Destination Moonbase Alpha, Engelse eindtitelsong (compilatiefilm)
- 1979: Killer Fish
- 1980: Chissà perché… capitano tutte a me

- 1980: Alien 2 – Sulla terra
- 1980: Piedone d'Egitto
- 1981: Banana Joe
- 1981: Dartacan y los tres mosqueperros
- 1981: L'ultimo squalo
- 1982: Bomber
- 1983: 2019 dopo la caduta di New York
- 1982: La guerra del ferro – Ironmaster
- 1983: Il mondo di Yor
- 1983: La vuelta al mundo de Willy Fog
- 1984: Cenerentola '80
- 1984: Shark: Rosso nell'oceano
- 1985: Die Einsteiger (titelsong Supernoses)
- 1986: Frankensteins tante (titelsong)
- 1988: Dance Academy
- sinds 1996: Il maresciallo Rocca
- 1997: Dove comincia il sole
- 2007: Gangster Story
- 2010: Faster (titelsong)